# Admiral Nachimow (Schiff, 1988)
Die Admiral Nachimow (bis 1992 Kalinin) ist ein Atomkreuzer des Projekts 1144.2 in der russischen Marine. Das Schiff wurde während des Kalten Krieges für die sowjetische Marine gebaut und 1988 in Dienst gestellt. 1999 wurde sie für eine für später vorgesehene umfassende Modernisierung konserviert. Diese begann 2012, die Fertigstellung verzögerte sich jedoch bisher. Danach soll die Admiral Nachimow als Flaggschiff der Nordflotte dienen.

## Modernisierung
Die Admiral Nachimow wurde 2012, etwa 15 Jahre nach der Stilllegung des Schiffes, aus dem inaktiven Aufliegerstatus (d. h., das Schiff war konserviert worden) ins Reparaturverhältnis überführt. 2013 begann eine umfassende Modernisierung vom Typ Projekt 1144.2 zum Projekt 11442M, die ursprünglich im Jahr 2018 abgeschlossen sein sollte. Die Kosten der Modernisierung wurden 2012 auf umgerechnet bis zu 1,24 Milliarden Euro geschätzt.
Der Umbau wird in der Sewmasch-Werft durchgeführt. Unter anderem wurden dort die Startrohre für die P-700-Granit-Lenkwaffen aus dem Rumpf entfernt. Anstelle dieser sollen zehn Senkrechtstartanlagen für Flugkörper vom Typ 3S14 verbaut werden. Insgesamt sollen so bis zu 80 Lenkwaffen vom Typ Kalibr, Oniks und Zirkon mitgeführt werden können.
Das Datum der Fertigstellung wurde mehrmals korrigiert. Nachdem das ursprünglich geplante Datum 2018 nicht gehalten werden konnte, wurde teilweise auch „frühestens 2023“ genannt. Im Februar 2022 hieß es seitens Sewmasch, dass das Schiff noch 2022 an die Seekriegsflotte übergeben werden soll, was aber nur zwei Monate später schon wieder auf 2023 heraufgesetzt worden ist. Im Juni 2023 nannte die Nachrichtenagentur TASS Ende 2024 als Zeitpunkt einer voraussichtlichen Indienststellung. Im Juni 2024 wurde gemeldet, dass im Sommer 2025 mit den Werkstests begonnen werden soll, die Auslieferung an die russischen Marine soll 2026 erfolgen. Nach einer ungenannten Quelle der offiziellen Nachrichtenagentur TASS erfolgte die Aufnahme von Probefahrten im August 2025.